# امپراتور گو-ساگا
امپراتور گو-ساگا (به ژاپنی: 後嵯峨天皇 Go-Saga-tennō)؛ (زاده ۱ آوریل ۱۲۲۰، درگذشته ۱۷ مارس ۱۲۷۲) هشتاد و هشتمین امپراتور ژاپن بر اساس نظام سنتی جانشینی پادشاهان ژاپن است. سلطنت وی از ۱۲۴۲ تا ۱۲۴۶ به طول انجامید.

## شجره نامه
|  |  |                                                    |                                                    |                                                    |                                                    |                                                    |                                                    |  |  |                                                     |                                                     |                                                     |                                                     |                                                     |                                                     |  |  |                                                       |                                                       |                                                       |                                                       |                                                       |                                                       |  |  |                                                       |                                                       |                                                       |                                                       | سایئونجی کیتسوشی ۱۲۲۵–۱۲۹۲                            | سایئونجی کیتسوشی ۱۲۲۵–۱۲۹۲                            | سایئونجی کیتسوشی ۱۲۲۵–۱۲۹۲ | سایئونجی کیتسوشی ۱۲۲۵–۱۲۹۲ | سایئونجی کیتسوشی ۱۲۲۵–۱۲۹۲                      | سایئونجی کیتسوشی ۱۲۲۵–۱۲۹۲                      |                                                 |                                                 |                                                 |                                                 |  |  | کونیهیتو ۱۲۲۰–۱۲۷۲ امپراتور گو-ساگا ۱۲۴۲–۱۲۴۶(۸۸)   | کونیهیتو ۱۲۲۰–۱۲۷۲ امپراتور گو-ساگا ۱۲۴۲–۱۲۴۶(۸۸)   | کونیهیتو ۱۲۲۰–۱۲۷۲ امپراتور گو-ساگا ۱۲۴۲–۱۲۴۶(۸۸)   | کونیهیتو ۱۲۲۰–۱۲۷۲ امپراتور گو-ساگا ۱۲۴۲–۱۲۴۶(۸۸)   | کونیهیتو ۱۲۲۰–۱۲۷۲ امپراتور گو-ساگا ۱۲۴۲–۱۲۴۶(۸۸)   | کونیهیتو ۱۲۲۰–۱۲۷۲ امپراتور گو-ساگا ۱۲۴۲–۱۲۴۶(۸۸)   |  |  |                             |                             |                             |                             |                             |                             |  |  |                                              |                                              |                                              |                                              |                                              |                                              |  |  |                              |                              |                              |                              |                              |                              |
|  |  |                                                    |                                                    |                                                    |                                                    |                                                    |                                                    |  |  |                                                     |                                                     |                                                     |                                                     |                                                     |                                                     |  |  |                                                       |                                                       |                                                       |                                                       |                                                       |                                                       |  |  |                                                       |                                                       |                                                       |                                                       | سایئونجی کیتسوشی ۱۲۲۵–۱۲۹۲                            | سایئونجی کیتسوشی ۱۲۲۵–۱۲۹۲                            | سایئونجی کیتسوشی ۱۲۲۵–۱۲۹۲ | سایئونجی کیتسوشی ۱۲۲۵–۱۲۹۲ | سایئونجی کیتسوشی ۱۲۲۵–۱۲۹۲                      | سایئونجی کیتسوشی ۱۲۲۵–۱۲۹۲                      |                                                 |                                                 |                                                 |                                                 |  |  | کونیهیتو ۱۲۲۰–۱۲۷۲ امپراتور گو-ساگا ۱۲۴۲–۱۲۴۶(۸۸)   | کونیهیتو ۱۲۲۰–۱۲۷۲ امپراتور گو-ساگا ۱۲۴۲–۱۲۴۶(۸۸)   | کونیهیتو ۱۲۲۰–۱۲۷۲ امپراتور گو-ساگا ۱۲۴۲–۱۲۴۶(۸۸)   | کونیهیتو ۱۲۲۰–۱۲۷۲ امپراتور گو-ساگا ۱۲۴۲–۱۲۴۶(۸۸)   | کونیهیتو ۱۲۲۰–۱۲۷۲ امپراتور گو-ساگا ۱۲۴۲–۱۲۴۶(۸۸)   | کونیهیتو ۱۲۲۰–۱۲۷۲ امپراتور گو-ساگا ۱۲۴۲–۱۲۴۶(۸۸)   |  |  |                             |                             |                             |                             |                             |                             |  |  |                                              |                                              |                                              |                                              |                                              |                                              |  |  |                              |                              |                              |                              |                              |                              |
|  |  |                                                    |                                                    |                                                    |                                                    |                                                    |                                                    |  |  |                                                     |                                                     |                                                     |                                                     |                                                     |                                                     |  |  |                                                       |                                                       |                                                       |                                                       |                                                       |                                                       |  |  |                                                       |                                                       |                                                       |                                                       |                                                       |                                                       |                            |                            |                                                 |                                                 |                                                 |                                                 |                                                 |                                                 |  |  |                                                     |                                                     |                                                     |                                                     |                                                     |                                                     |  |  |                             |                             |                             |                             |                             |                             |  |  |                                              |                                              |                                              |                                              |                                              |                                              |  |  |                              |                              |                              |                              |                              |                              |
|  |  |                                                    |                                                    |                                                    |                                                    |                                                    |                                                    |  |  |                                                     |                                                     |                                                     |                                                     |                                                     |                                                     |  |  |                                                       |                                                       |                                                       |                                                       |                                                       |                                                       |  |  |                                                       |                                                       |                                                       |                                                       |                                                       |                                                       |                            |                            |                                                 |                                                 |                                                 |                                                 |                                                 |                                                 |  |  |                                                     |                                                     |                                                     |                                                     |                                                     |                                                     |  |  |                             |                             |                             |                             |                             |                             |  |  |                                              |                                              |                                              |                                              |                                              |                                              |  |  |                              |                              |                              |                              |                              |                              |
|  |  |                                                    |                                                    |                                                    |                                                    |                                                    |                                                    |  |  |                                                     |                                                     |                                                     |                                                     |                                                     |                                                     |  |  |                                                       |                                                       |                                                       |                                                       |                                                       |                                                       |  |  |                                                       |                                                       |                                                       |                                                       |                                                       |                                                       |                            |                            |                                                 |                                                 |                                                 |                                                 |                                                 |                                                 |  |  |                                                     |                                                     |                                                     |                                                     |                                                     |                                                     |  |  |                             |                             |                             |                             |                             |                             |  |  |                                              |                                              |                                              |                                              |                                              |                                              |  |  |                              |                              |                              |                              |                              |                              |
|  |  |                                                    |                                                    |                                                    |                                                    |                                                    |                                                    |  |  |                                                     |                                                     |                                                     |                                                     |                                                     |                                                     |  |  |                                                       |                                                       |                                                       |                                                       |                                                       |                                                       |  |  |                                                       |                                                       |                                                       |                                                       |                                                       |                                                       |                            |                            |                                                 |                                                 |                                                 |                                                 |                                                 |                                                 |  |  |                                                     |                                                     |                                                     |                                                     |                                                     |                                                     |  |  |                             |                             |                             |                             |                             |                             |  |  |                                              |                                              |                                              |                                              |                                              |                                              |  |  |                              |                              |                              |                              |                              |                              |
|  |  |                                                    |                                                    |                                                    |                                                    |                                                    |                                                    |  |  | تواین ایشی ۱۲۴۶–۱۳۲۹                                | تواین ایشی ۱۲۴۶–۱۳۲۹                                | تواین ایشی ۱۲۴۶–۱۳۲۹                                | تواین ایشی ۱۲۴۶–۱۳۲۹                                | تواین ایشی ۱۲۴۶–۱۳۲۹                                | تواین ایشی ۱۲۴۶–۱۳۲۹                                |  |  | هیساهیتو ۱۲۴۳–۱۳۰۴ امپراتور گو-فوکاکوسا ۱۲۴۶–۱۲۶۰(۸۹) | هیساهیتو ۱۲۴۳–۱۳۰۴ امپراتور گو-فوکاکوسا ۱۲۴۶–۱۲۶۰(۸۹) | هیساهیتو ۱۲۴۳–۱۳۰۴ امپراتور گو-فوکاکوسا ۱۲۴۶–۱۲۶۰(۸۹) | هیساهیتو ۱۲۴۳–۱۳۰۴ امپراتور گو-فوکاکوسا ۱۲۴۶–۱۲۶۰(۸۹) | هیساهیتو ۱۲۴۳–۱۳۰۴ امپراتور گو-فوکاکوسا ۱۲۴۶–۱۲۶۰(۸۹) | هیساهیتو ۱۲۴۳–۱۳۰۴ امپراتور گو-فوکاکوسا ۱۲۴۶–۱۲۶۰(۸۹) |  |  | سایئونجی (فوجیوارا) نو کیمیکو ۱۲۳۲–۱۳۰۴               | سایئونجی (فوجیوارا) نو کیمیکو ۱۲۳۲–۱۳۰۴               | سایئونجی (فوجیوارا) نو کیمیکو ۱۲۳۲–۱۳۰۴               | سایئونجی (فوجیوارا) نو کیمیکو ۱۲۳۲–۱۳۰۴               | سایئونجی (فوجیوارا) نو کیمیکو ۱۲۳۲–۱۳۰۴               | سایئونجی (فوجیوارا) نو کیمیکو ۱۲۳۲–۱۳۰۴               |                            |                            | توئین نو سانه‌کو ۱۲۴۵–۱۲۷۲                       | توئین نو سانه‌کو ۱۲۴۵–۱۲۷۲                       | توئین نو سانه‌کو ۱۲۴۵–۱۲۷۲                       | توئین نو سانه‌کو ۱۲۴۵–۱۲۷۲                       | توئین نو سانه‌کو ۱۲۴۵–۱۲۷۲                       | توئین نو سانه‌کو ۱۲۴۵–۱۲۷۲                       |  |  | تسونه‌هیتو ۱۲۴۹–۱۳۰۵ امپراتور کامه‌یاما ۱۲۶۰–۱۲۷۴(۹۰) | تسونه‌هیتو ۱۲۴۹–۱۳۰۵ امپراتور کامه‌یاما ۱۲۶۰–۱۲۷۴(۹۰) | تسونه‌هیتو ۱۲۴۹–۱۳۰۵ امپراتور کامه‌یاما ۱۲۶۰–۱۲۷۴(۹۰) | تسونه‌هیتو ۱۲۴۹–۱۳۰۵ امپراتور کامه‌یاما ۱۲۶۰–۱۲۷۴(۹۰) | تسونه‌هیتو ۱۲۴۹–۱۳۰۵ امپراتور کامه‌یاما ۱۲۶۰–۱۲۷۴(۹۰) | تسونه‌هیتو ۱۲۴۹–۱۳۰۵ امپراتور کامه‌یاما ۱۲۶۰–۱۲۷۴(۹۰) |  |  | فوجیوارا نو کیشی ۱۲۵۲–۱۳۱۸  | فوجیوارا نو کیشی ۱۲۵۲–۱۳۱۸  | فوجیوارا نو کیشی ۱۲۵۲–۱۳۱۸  | فوجیوارا نو کیشی ۱۲۵۲–۱۳۱۸  | فوجیوارا نو کیشی ۱۲۵۲–۱۳۱۸  | فوجیوارا نو کیشی ۱۲۵۲–۱۳۱۸  |  |  | شاهزاده مونه‌تاکا ۱۲۴۲–۱۲۷۴ شوگون : ۱۲۵۲–۱۲۶۶ | شاهزاده مونه‌تاکا ۱۲۴۲–۱۲۷۴ شوگون : ۱۲۵۲–۱۲۶۶ | شاهزاده مونه‌تاکا ۱۲۴۲–۱۲۷۴ شوگون : ۱۲۵۲–۱۲۶۶ | شاهزاده مونه‌تاکا ۱۲۴۲–۱۲۷۴ شوگون : ۱۲۵۲–۱۲۶۶ | شاهزاده مونه‌تاکا ۱۲۴۲–۱۲۷۴ شوگون : ۱۲۵۲–۱۲۶۶ | شاهزاده مونه‌تاکا ۱۲۴۲–۱۲۷۴ شوگون : ۱۲۵۲–۱۲۶۶ |  |  |                              |                              |                              |                              |                              |                              |
|  |  |                                                    |                                                    |                                                    |                                                    |                                                    |                                                    |  |  | تواین ایشی ۱۲۴۶–۱۳۲۹                                | تواین ایشی ۱۲۴۶–۱۳۲۹                                | تواین ایشی ۱۲۴۶–۱۳۲۹                                | تواین ایشی ۱۲۴۶–۱۳۲۹                                | تواین ایشی ۱۲۴۶–۱۳۲۹                                | تواین ایشی ۱۲۴۶–۱۳۲۹                                |  |  | هیساهیتو ۱۲۴۳–۱۳۰۴ امپراتور گو-فوکاکوسا ۱۲۴۶–۱۲۶۰(۸۹) | هیساهیتو ۱۲۴۳–۱۳۰۴ امپراتور گو-فوکاکوسا ۱۲۴۶–۱۲۶۰(۸۹) | هیساهیتو ۱۲۴۳–۱۳۰۴ امپراتور گو-فوکاکوسا ۱۲۴۶–۱۲۶۰(۸۹) | هیساهیتو ۱۲۴۳–۱۳۰۴ امپراتور گو-فوکاکوسا ۱۲۴۶–۱۲۶۰(۸۹) | هیساهیتو ۱۲۴۳–۱۳۰۴ امپراتور گو-فوکاکوسا ۱۲۴۶–۱۲۶۰(۸۹) | هیساهیتو ۱۲۴۳–۱۳۰۴ امپراتور گو-فوکاکوسا ۱۲۴۶–۱۲۶۰(۸۹) |  |  | سایئونجی (فوجیوارا) نو کیمیکو ۱۲۳۲–۱۳۰۴               | سایئونجی (فوجیوارا) نو کیمیکو ۱۲۳۲–۱۳۰۴               | سایئونجی (فوجیوارا) نو کیمیکو ۱۲۳۲–۱۳۰۴               | سایئونجی (فوجیوارا) نو کیمیکو ۱۲۳۲–۱۳۰۴               | سایئونجی (فوجیوارا) نو کیمیکو ۱۲۳۲–۱۳۰۴               | سایئونجی (فوجیوارا) نو کیمیکو ۱۲۳۲–۱۳۰۴               |                            |                            | توئین نو سانه‌کو ۱۲۴۵–۱۲۷۲                       | توئین نو سانه‌کو ۱۲۴۵–۱۲۷۲                       | توئین نو سانه‌کو ۱۲۴۵–۱۲۷۲                       | توئین نو سانه‌کو ۱۲۴۵–۱۲۷۲                       | توئین نو سانه‌کو ۱۲۴۵–۱۲۷۲                       | توئین نو سانه‌کو ۱۲۴۵–۱۲۷۲                       |  |  | تسونه‌هیتو ۱۲۴۹–۱۳۰۵ امپراتور کامه‌یاما ۱۲۶۰–۱۲۷۴(۹۰) | تسونه‌هیتو ۱۲۴۹–۱۳۰۵ امپراتور کامه‌یاما ۱۲۶۰–۱۲۷۴(۹۰) | تسونه‌هیتو ۱۲۴۹–۱۳۰۵ امپراتور کامه‌یاما ۱۲۶۰–۱۲۷۴(۹۰) | تسونه‌هیتو ۱۲۴۹–۱۳۰۵ امپراتور کامه‌یاما ۱۲۶۰–۱۲۷۴(۹۰) | تسونه‌هیتو ۱۲۴۹–۱۳۰۵ امپراتور کامه‌یاما ۱۲۶۰–۱۲۷۴(۹۰) | تسونه‌هیتو ۱۲۴۹–۱۳۰۵ امپراتور کامه‌یاما ۱۲۶۰–۱۲۷۴(۹۰) |  |  | فوجیوارا نو کیشی ۱۲۵۲–۱۳۱۸  | فوجیوارا نو کیشی ۱۲۵۲–۱۳۱۸  | فوجیوارا نو کیشی ۱۲۵۲–۱۳۱۸  | فوجیوارا نو کیشی ۱۲۵۲–۱۳۱۸  | فوجیوارا نو کیشی ۱۲۵۲–۱۳۱۸  | فوجیوارا نو کیشی ۱۲۵۲–۱۳۱۸  |  |  | شاهزاده مونه‌تاکا ۱۲۴۲–۱۲۷۴ شوگون : ۱۲۵۲–۱۲۶۶ | شاهزاده مونه‌تاکا ۱۲۴۲–۱۲۷۴ شوگون : ۱۲۵۲–۱۲۶۶ | شاهزاده مونه‌تاکا ۱۲۴۲–۱۲۷۴ شوگون : ۱۲۵۲–۱۲۶۶ | شاهزاده مونه‌تاکا ۱۲۴۲–۱۲۷۴ شوگون : ۱۲۵۲–۱۲۶۶ | شاهزاده مونه‌تاکا ۱۲۴۲–۱۲۷۴ شوگون : ۱۲۵۲–۱۲۶۶ | شاهزاده مونه‌تاکا ۱۲۴۲–۱۲۷۴ شوگون : ۱۲۵۲–۱۲۶۶ |  |  |                              |                              |                              |                              |                              |                              |
|  |  |                                                    |                                                    |                                                    |                                                    |                                                    |                                                    |  |  |                                                     |                                                     |                                                     |                                                     |                                                     |                                                     |  |  |                                                       |                                                       |                                                       |                                                       |                                                       |                                                       |  |  |                                                       |                                                       |                                                       |                                                       |                                                       |                                                       |                            |                            |                                                 |                                                 |                                                 |                                                 |                                                 |                                                 |  |  |                                                     |                                                     |                                                     |                                                     |                                                     |                                                     |  |  |                             |                             |                             |                             |                             |                             |  |  |                                              |                                              |                                              |                                              |                                              |                                              |  |  |                              |                              |                              |                              |                              |                              |
|  |  |                                                    |                                                    |                                                    |                                                    |                                                    |                                                    |  |  |                                                     |                                                     |                                                     |                                                     |                                                     |                                                     |  |  |                                                       |                                                       |                                                       |                                                       |                                                       |                                                       |  |  |                                                       |                                                       |                                                       |                                                       |                                                       |                                                       |                            |                            |                                                 |                                                 |                                                 |                                                 |                                                 |                                                 |  |  |                                                     |                                                     |                                                     |                                                     |                                                     |                                                     |  |  |                             |                             |                             |                             |                             |                             |  |  |                                              |                                              |                                              |                                              |                                              |                                              |  |  |                              |                              |                              |                              |                              |                              |
|  |  | توئین سائه‌کو ۱۲۶۵–۱۳۳۶                             | توئین سائه‌کو ۱۲۶۵–۱۳۳۶                             | توئین سائه‌کو ۱۲۶۵–۱۳۳۶                             | توئین سائه‌کو ۱۲۶۵–۱۳۳۶                             | توئین سائه‌کو ۱۲۶۵–۱۳۳۶                             | توئین سائه‌کو ۱۲۶۵–۱۳۳۶                             |  |  | هیروهیتو ۱۲۶۵–۱۳۱۷ امپراتور فوشیمی ۱۲۸۷–۱۲۹۸(۹۲)    | هیروهیتو ۱۲۶۵–۱۳۱۷ امپراتور فوشیمی ۱۲۸۷–۱۲۹۸(۹۲)    | هیروهیتو ۱۲۶۵–۱۳۱۷ امپراتور فوشیمی ۱۲۸۷–۱۲۹۸(۹۲)    | هیروهیتو ۱۲۶۵–۱۳۱۷ امپراتور فوشیمی ۱۲۸۷–۱۲۹۸(۹۲)    | هیروهیتو ۱۲۶۵–۱۳۱۷ امپراتور فوشیمی ۱۲۸۷–۱۲۹۸(۹۲)    | هیروهیتو ۱۲۶۵–۱۳۱۷ امپراتور فوشیمی ۱۲۸۷–۱۲۹۸(۹۲)    |  |  | شاهزاده هیساآکی ۱۲۷۹–۱۳۰۸ شوگون : ۱۲۸۹–۱۳۰۸           | شاهزاده هیساآکی ۱۲۷۹–۱۳۰۸ شوگون : ۱۲۸۹–۱۳۰۸           | شاهزاده هیساآکی ۱۲۷۹–۱۳۰۸ شوگون : ۱۲۸۹–۱۳۰۸           | شاهزاده هیساآکی ۱۲۷۹–۱۳۰۸ شوگون : ۱۲۸۹–۱۳۰۸           | شاهزاده هیساآکی ۱۲۷۹–۱۳۰۸ شوگون : ۱۲۸۹–۱۳۰۸           | شاهزاده هیساآکی ۱۲۷۹–۱۳۰۸ شوگون : ۱۲۸۹–۱۳۰۸           |  |  | شاهدخت ریشی ۱۲۷۰–۱۳۰۷                                 | شاهدخت ریشی ۱۲۷۰–۱۳۰۷                                 | شاهدخت ریشی ۱۲۷۰–۱۳۰۷                                 | شاهدخت ریشی ۱۲۷۰–۱۳۰۷                                 | شاهدخت ریشی ۱۲۷۰–۱۳۰۷                                 | شاهدخت ریشی ۱۲۷۰–۱۳۰۷                                 |                            |                            | یوهیتو ۱۲۶۷–۱۳۲۴ امپراتور گو-اودا ۱۲۷۴–۱۲۸۷(۹۱) | یوهیتو ۱۲۶۷–۱۳۲۴ امپراتور گو-اودا ۱۲۷۴–۱۲۸۷(۹۱) | یوهیتو ۱۲۶۷–۱۳۲۴ امپراتور گو-اودا ۱۲۷۴–۱۲۸۷(۹۱) | یوهیتو ۱۲۶۷–۱۳۲۴ امپراتور گو-اودا ۱۲۷۴–۱۲۸۷(۹۱) | یوهیتو ۱۲۶۷–۱۳۲۴ امپراتور گو-اودا ۱۲۷۴–۱۲۸۷(۹۱) | یوهیتو ۱۲۶۷–۱۳۲۴ امپراتور گو-اودا ۱۲۷۴–۱۲۸۷(۹۱) |  |  |                                                     |                                                     |                                                     |                                                     |                                                     |                                                     |  |  |                             |                             |                             |                             |                             |                             |  |  | شاهزاده کوره‌یاسو ۱۲۶۴–۱۳۲۶ شوگون : ۱۲۶۶–۱۲۸۹ | شاهزاده کوره‌یاسو ۱۲۶۴–۱۳۲۶ شوگون : ۱۲۶۶–۱۲۸۹ | شاهزاده کوره‌یاسو ۱۲۶۴–۱۳۲۶ شوگون : ۱۲۶۶–۱۲۸۹ | شاهزاده کوره‌یاسو ۱۲۶۴–۱۳۲۶ شوگون : ۱۲۶۶–۱۲۸۹ | شاهزاده کوره‌یاسو ۱۲۶۴–۱۳۲۶ شوگون : ۱۲۶۶–۱۲۸۹ | شاهزاده کوره‌یاسو ۱۲۶۴–۱۳۲۶ شوگون : ۱۲۶۶–۱۲۸۹ |  |  |                              |                              |                              |                              |                              |                              |
|  |  | توئین سائه‌کو ۱۲۶۵–۱۳۳۶                             | توئین سائه‌کو ۱۲۶۵–۱۳۳۶                             | توئین سائه‌کو ۱۲۶۵–۱۳۳۶                             | توئین سائه‌کو ۱۲۶۵–۱۳۳۶                             | توئین سائه‌کو ۱۲۶۵–۱۳۳۶                             | توئین سائه‌کو ۱۲۶۵–۱۳۳۶                             |  |  | هیروهیتو ۱۲۶۵–۱۳۱۷ امپراتور فوشیمی ۱۲۸۷–۱۲۹۸(۹۲)    | هیروهیتو ۱۲۶۵–۱۳۱۷ امپراتور فوشیمی ۱۲۸۷–۱۲۹۸(۹۲)    | هیروهیتو ۱۲۶۵–۱۳۱۷ امپراتور فوشیمی ۱۲۸۷–۱۲۹۸(۹۲)    | هیروهیتو ۱۲۶۵–۱۳۱۷ امپراتور فوشیمی ۱۲۸۷–۱۲۹۸(۹۲)    | هیروهیتو ۱۲۶۵–۱۳۱۷ امپراتور فوشیمی ۱۲۸۷–۱۲۹۸(۹۲)    | هیروهیتو ۱۲۶۵–۱۳۱۷ امپراتور فوشیمی ۱۲۸۷–۱۲۹۸(۹۲)    |  |  | شاهزاده هیساآکی ۱۲۷۹–۱۳۰۸ شوگون : ۱۲۸۹–۱۳۰۸           | شاهزاده هیساآکی ۱۲۷۹–۱۳۰۸ شوگون : ۱۲۸۹–۱۳۰۸           | شاهزاده هیساآکی ۱۲۷۹–۱۳۰۸ شوگون : ۱۲۸۹–۱۳۰۸           | شاهزاده هیساآکی ۱۲۷۹–۱۳۰۸ شوگون : ۱۲۸۹–۱۳۰۸           | شاهزاده هیساآکی ۱۲۷۹–۱۳۰۸ شوگون : ۱۲۸۹–۱۳۰۸           | شاهزاده هیساآکی ۱۲۷۹–۱۳۰۸ شوگون : ۱۲۸۹–۱۳۰۸           |  |  | شاهدخت ریشی ۱۲۷۰–۱۳۰۷                                 | شاهدخت ریشی ۱۲۷۰–۱۳۰۷                                 | شاهدخت ریشی ۱۲۷۰–۱۳۰۷                                 | شاهدخت ریشی ۱۲۷۰–۱۳۰۷                                 | شاهدخت ریشی ۱۲۷۰–۱۳۰۷                                 | شاهدخت ریشی ۱۲۷۰–۱۳۰۷                                 |                            |                            | یوهیتو ۱۲۶۷–۱۳۲۴ امپراتور گو-اودا ۱۲۷۴–۱۲۸۷(۹۱) | یوهیتو ۱۲۶۷–۱۳۲۴ امپراتور گو-اودا ۱۲۷۴–۱۲۸۷(۹۱) | یوهیتو ۱۲۶۷–۱۳۲۴ امپراتور گو-اودا ۱۲۷۴–۱۲۸۷(۹۱) | یوهیتو ۱۲۶۷–۱۳۲۴ امپراتور گو-اودا ۱۲۷۴–۱۲۸۷(۹۱) | یوهیتو ۱۲۶۷–۱۳۲۴ امپراتور گو-اودا ۱۲۷۴–۱۲۸۷(۹۱) | یوهیتو ۱۲۶۷–۱۳۲۴ امپراتور گو-اودا ۱۲۷۴–۱۲۸۷(۹۱) |  |  |                                                     |                                                     |                                                     |                                                     |                                                     |                                                     |  |  |                             |                             |                             |                             |                             |                             |  |  | شاهزاده کوره‌یاسو ۱۲۶۴–۱۳۲۶ شوگون : ۱۲۶۶–۱۲۸۹ | شاهزاده کوره‌یاسو ۱۲۶۴–۱۳۲۶ شوگون : ۱۲۶۶–۱۲۸۹ | شاهزاده کوره‌یاسو ۱۲۶۴–۱۳۲۶ شوگون : ۱۲۶۶–۱۲۸۹ | شاهزاده کوره‌یاسو ۱۲۶۴–۱۳۲۶ شوگون : ۱۲۶۶–۱۲۸۹ | شاهزاده کوره‌یاسو ۱۲۶۴–۱۳۲۶ شوگون : ۱۲۶۶–۱۲۸۹ | شاهزاده کوره‌یاسو ۱۲۶۴–۱۳۲۶ شوگون : ۱۲۶۶–۱۲۸۹ |  |  |                              |                              |                              |                              |                              |                              |
|  |  |                                                    |                                                    |                                                    |                                                    |                                                    |                                                    |  |  |                                                     |                                                     |                                                     |                                                     |                                                     |                                                     |  |  |                                                       |                                                       |                                                       |                                                       |                                                       |                                                       |  |  |                                                       |                                                       |                                                       |                                                       |                                                       |                                                       |                            |                            |                                                 |                                                 |                                                 |                                                 |                                                 |                                                 |  |  |                                                     |                                                     |                                                     |                                                     |                                                     |                                                     |  |  |                             |                             |                             |                             |                             |                             |  |  |                                              |                                              |                                              |                                              |                                              |                                              |  |  |                              |                              |                              |                              |                              |                              |
|  |  |                                                    |                                                    |                                                    |                                                    |                                                    |                                                    |  |  |                                                     |                                                     |                                                     |                                                     |                                                     |                                                     |  |  |                                                       |                                                       |                                                       |                                                       |                                                       |                                                       |  |  |                                                       |                                                       |                                                       |                                                       |                                                       |                                                       |                            |                            |                                                 |                                                 |                                                 |                                                 |                                                 |                                                 |  |  |                                                     |                                                     |                                                     |                                                     |                                                     |                                                     |  |  |                             |                             |                             |                             |                             |                             |  |  |                                              |                                              |                                              |                                              |                                              |                                              |  |  |                              |                              |                              |                              |                              |                              |
|  |  | تومی‌هیتو ۱۲۹۷–۱۳۴۸ امپراتور هانازونو ۱۳۰۸–۱۳۱۸(95) | تومی‌هیتو ۱۲۹۷–۱۳۴۸ امپراتور هانازونو ۱۳۰۸–۱۳۱۸(95) | تومی‌هیتو ۱۲۹۷–۱۳۴۸ امپراتور هانازونو ۱۳۰۸–۱۳۱۸(95) | تومی‌هیتو ۱۲۹۷–۱۳۴۸ امپراتور هانازونو ۱۳۰۸–۱۳۱۸(95) | تومی‌هیتو ۱۲۹۷–۱۳۴۸ امپراتور هانازونو ۱۳۰۸–۱۳۱۸(95) | تومی‌هیتو ۱۲۹۷–۱۳۴۸ امپراتور هانازونو ۱۳۰۸–۱۳۱۸(95) |  |  | تانه‌هیتو ۱۲۸۸–۱۳۳۶ امپراتور گو-فوشیمی ۱۲۹۸–۱۳۰۱(۹۳) | تانه‌هیتو ۱۲۸۸–۱۳۳۶ امپراتور گو-فوشیمی ۱۲۹۸–۱۳۰۱(۹۳) | تانه‌هیتو ۱۲۸۸–۱۳۳۶ امپراتور گو-فوشیمی ۱۲۹۸–۱۳۰۱(۹۳) | تانه‌هیتو ۱۲۸۸–۱۳۳۶ امپراتور گو-فوشیمی ۱۲۹۸–۱۳۰۱(۹۳) | تانه‌هیتو ۱۲۸۸–۱۳۳۶ امپراتور گو-فوشیمی ۱۲۹۸–۱۳۰۱(۹۳) | تانه‌هیتو ۱۲۸۸–۱۳۳۶ امپراتور گو-فوشیمی ۱۲۹۸–۱۳۰۱(۹۳) |  |  | شاهزاده موریکونی ۱۳۰۱–۱۳۳۳ شوگون : ۱۳۰۸–۱۳۳۳          | شاهزاده موریکونی ۱۳۰۱–۱۳۳۳ شوگون : ۱۳۰۸–۱۳۳۳          | شاهزاده موریکونی ۱۳۰۱–۱۳۳۳ شوگون : ۱۳۰۸–۱۳۳۳          | شاهزاده موریکونی ۱۳۰۱–۱۳۳۳ شوگون : ۱۳۰۸–۱۳۳۳          | شاهزاده موریکونی ۱۳۰۱–۱۳۳۳ شوگون : ۱۳۰۸–۱۳۳۳          | شاهزاده موریکونی ۱۳۰۱–۱۳۳۳ شوگون : ۱۳۰۸–۱۳۳۳          |  |  | تاکاهارو ۱۲۸۸–۱۳۳۹ امپراتور گودای‌گو ۱۳۱۸–۱۳۳۹(۹۶)     | تاکاهارو ۱۲۸۸–۱۳۳۹ امپراتور گودای‌گو ۱۳۱۸–۱۳۳۹(۹۶)     | تاکاهارو ۱۲۸۸–۱۳۳۹ امپراتور گودای‌گو ۱۳۱۸–۱۳۳۹(۹۶)     | تاکاهارو ۱۲۸۸–۱۳۳۹ امپراتور گودای‌گو ۱۳۱۸–۱۳۳۹(۹۶)     | تاکاهارو ۱۲۸۸–۱۳۳۹ امپراتور گودای‌گو ۱۳۱۸–۱۳۳۹(۹۶)     | تاکاهارو ۱۲۸۸–۱۳۳۹ امپراتور گودای‌گو ۱۳۱۸–۱۳۳۹(۹۶)     |                            |                            | سایئونجی نو کیشی ۱۳۰۳–۱۳۳۳                      | سایئونجی نو کیشی ۱۳۰۳–۱۳۳۳                      | سایئونجی نو کیشی ۱۳۰۳–۱۳۳۳                      | سایئونجی نو کیشی ۱۳۰۳–۱۳۳۳                      | سایئونجی نو کیشی ۱۳۰۳–۱۳۳۳                      | سایئونجی نو کیشی ۱۳۰۳–۱۳۳۳                      |  |  | کونیهارو ۱۲۸۵–۱۳۰۸ امپراتور گو-نیجو ۱۳۰۱–۱۳۰۸(۹۴)   | کونیهارو ۱۲۸۵–۱۳۰۸ امپراتور گو-نیجو ۱۳۰۱–۱۳۰۸(۹۴)   | کونیهارو ۱۲۸۵–۱۳۰۸ امپراتور گو-نیجو ۱۳۰۱–۱۳۰۸(۹۴)   | کونیهارو ۱۲۸۵–۱۳۰۸ امپراتور گو-نیجو ۱۳۰۱–۱۳۰۸(۹۴)   | کونیهارو ۱۲۸۵–۱۳۰۸ امپراتور گو-نیجو ۱۳۰۱–۱۳۰۸(۹۴)   | کونیهارو ۱۲۸۵–۱۳۰۸ امپراتور گو-نیجو ۱۳۰۱–۱۳۰۸(۹۴)   |  |  | فوجیوارا نو کینشی ۱۲۷۱–۱۳۴۲ | فوجیوارا نو کینشی ۱۲۷۱–۱۳۴۲ | فوجیوارا نو کینشی ۱۲۷۱–۱۳۴۲ | فوجیوارا نو کینشی ۱۲۷۱–۱۳۴۲ | فوجیوارا نو کینشی ۱۲۷۱–۱۳۴۲ | فوجیوارا نو کینشی ۱۲۷۱–۱۳۴۲ |  |  |                                              |                                              |                                              |                                              |                                              |                                              |  |  |                              |                              |                              |                              |                              |                              |
|  |  | تومی‌هیتو ۱۲۹۷–۱۳۴۸ امپراتور هانازونو ۱۳۰۸–۱۳۱۸(95) | تومی‌هیتو ۱۲۹۷–۱۳۴۸ امپراتور هانازونو ۱۳۰۸–۱۳۱۸(95) | تومی‌هیتو ۱۲۹۷–۱۳۴۸ امپراتور هانازونو ۱۳۰۸–۱۳۱۸(95) | تومی‌هیتو ۱۲۹۷–۱۳۴۸ امپراتور هانازونو ۱۳۰۸–۱۳۱۸(95) | تومی‌هیتو ۱۲۹۷–۱۳۴۸ امپراتور هانازونو ۱۳۰۸–۱۳۱۸(95) | تومی‌هیتو ۱۲۹۷–۱۳۴۸ امپراتور هانازونو ۱۳۰۸–۱۳۱۸(95) |  |  | تانه‌هیتو ۱۲۸۸–۱۳۳۶ امپراتور گو-فوشیمی ۱۲۹۸–۱۳۰۱(۹۳) | تانه‌هیتو ۱۲۸۸–۱۳۳۶ امپراتور گو-فوشیمی ۱۲۹۸–۱۳۰۱(۹۳) | تانه‌هیتو ۱۲۸۸–۱۳۳۶ امپراتور گو-فوشیمی ۱۲۹۸–۱۳۰۱(۹۳) | تانه‌هیتو ۱۲۸۸–۱۳۳۶ امپراتور گو-فوشیمی ۱۲۹۸–۱۳۰۱(۹۳) | تانه‌هیتو ۱۲۸۸–۱۳۳۶ امپراتور گو-فوشیمی ۱۲۹۸–۱۳۰۱(۹۳) | تانه‌هیتو ۱۲۸۸–۱۳۳۶ امپراتور گو-فوشیمی ۱۲۹۸–۱۳۰۱(۹۳) |  |  | شاهزاده موریکونی ۱۳۰۱–۱۳۳۳ شوگون : ۱۳۰۸–۱۳۳۳          | شاهزاده موریکونی ۱۳۰۱–۱۳۳۳ شوگون : ۱۳۰۸–۱۳۳۳          | شاهزاده موریکونی ۱۳۰۱–۱۳۳۳ شوگون : ۱۳۰۸–۱۳۳۳          | شاهزاده موریکونی ۱۳۰۱–۱۳۳۳ شوگون : ۱۳۰۸–۱۳۳۳          | شاهزاده موریکونی ۱۳۰۱–۱۳۳۳ شوگون : ۱۳۰۸–۱۳۳۳          | شاهزاده موریکونی ۱۳۰۱–۱۳۳۳ شوگون : ۱۳۰۸–۱۳۳۳          |  |  | تاکاهارو ۱۲۸۸–۱۳۳۹ امپراتور گودای‌گو ۱۳۱۸–۱۳۳۹(۹۶)     | تاکاهارو ۱۲۸۸–۱۳۳۹ امپراتور گودای‌گو ۱۳۱۸–۱۳۳۹(۹۶)     | تاکاهارو ۱۲۸۸–۱۳۳۹ امپراتور گودای‌گو ۱۳۱۸–۱۳۳۹(۹۶)     | تاکاهارو ۱۲۸۸–۱۳۳۹ امپراتور گودای‌گو ۱۳۱۸–۱۳۳۹(۹۶)     | تاکاهارو ۱۲۸۸–۱۳۳۹ امپراتور گودای‌گو ۱۳۱۸–۱۳۳۹(۹۶)     | تاکاهارو ۱۲۸۸–۱۳۳۹ امپراتور گودای‌گو ۱۳۱۸–۱۳۳۹(۹۶)     |                            |                            | سایئونجی نو کیشی ۱۳۰۳–۱۳۳۳                      | سایئونجی نو کیشی ۱۳۰۳–۱۳۳۳                      | سایئونجی نو کیشی ۱۳۰۳–۱۳۳۳                      | سایئونجی نو کیشی ۱۳۰۳–۱۳۳۳                      | سایئونجی نو کیشی ۱۳۰۳–۱۳۳۳                      | سایئونجی نو کیشی ۱۳۰۳–۱۳۳۳                      |  |  | کونیهارو ۱۲۸۵–۱۳۰۸ امپراتور گو-نیجو ۱۳۰۱–۱۳۰۸(۹۴)   | کونیهارو ۱۲۸۵–۱۳۰۸ امپراتور گو-نیجو ۱۳۰۱–۱۳۰۸(۹۴)   | کونیهارو ۱۲۸۵–۱۳۰۸ امپراتور گو-نیجو ۱۳۰۱–۱۳۰۸(۹۴)   | کونیهارو ۱۲۸۵–۱۳۰۸ امپراتور گو-نیجو ۱۳۰۱–۱۳۰۸(۹۴)   | کونیهارو ۱۲۸۵–۱۳۰۸ امپراتور گو-نیجو ۱۳۰۱–۱۳۰۸(۹۴)   | کونیهارو ۱۲۸۵–۱۳۰۸ امپراتور گو-نیجو ۱۳۰۱–۱۳۰۸(۹۴)   |  |  | فوجیوارا نو کینشی ۱۲۷۱–۱۳۴۲ | فوجیوارا نو کینشی ۱۲۷۱–۱۳۴۲ | فوجیوارا نو کینشی ۱۲۷۱–۱۳۴۲ | فوجیوارا نو کینشی ۱۲۷۱–۱۳۴۲ | فوجیوارا نو کینشی ۱۲۷۱–۱۳۴۲ | فوجیوارا نو کینشی ۱۲۷۱–۱۳۴۲ |  |  |                                              |                                              |                                              |                                              |                                              |                                              |  |  |                              |                              |                              |                              |                              |                              |
|  |  |                                                    |                                                    |                                                    |                                                    |                                                    |                                                    |  |  |                                                     |                                                     |                                                     |                                                     |                                                     |                                                     |  |  |                                                       |                                                       |                                                       |                                                       |                                                       |                                                       |  |  |                                                       |                                                       |                                                       |                                                       |                                                       |                                                       |                            |                            |                                                 |                                                 |                                                 |                                                 |                                                 |                                                 |  |  |                                                     |                                                     |                                                     |                                                     |                                                     |                                                     |  |  |                             |                             |                             |                             |                             |                             |  |  |                                              |                                              |                                              |                                              |                                              |                                              |  |  |                              |                              |                              |                              |                              |                              |
|  |  |                                                    |                                                    |                                                    |                                                    |                                                    |                                                    |  |  |                                                     |                                                     |                                                     |                                                     |                                                     |                                                     |  |  |                                                       |                                                       |                                                       |                                                       |                                                       |                                                       |  |  |                                                       |                                                       |                                                       |                                                       |                                                       |                                                       |                            |                            |                                                 |                                                 |                                                 |                                                 |                                                 |                                                 |  |  |                                                     |                                                     |                                                     |                                                     |                                                     |                                                     |  |  |                             |                             |                             |                             |                             |                             |  |  |                                              |                                              |                                              |                                              |                                              |                                              |  |  |                              |                              |                              |                              |                              |                              |
|  |  | یوتاهیتو ۱۳۲۲–۱۳۸۰ امپراتور کومیو ۱۳۳۶–۱۳۴۸        | یوتاهیتو ۱۳۲۲–۱۳۸۰ امپراتور کومیو ۱۳۳۶–۱۳۴۸        | یوتاهیتو ۱۳۲۲–۱۳۸۰ امپراتور کومیو ۱۳۳۶–۱۳۴۸        | یوتاهیتو ۱۳۲۲–۱۳۸۰ امپراتور کومیو ۱۳۳۶–۱۳۴۸        | یوتاهیتو ۱۳۲۲–۱۳۸۰ امپراتور کومیو ۱۳۳۶–۱۳۴۸        | یوتاهیتو ۱۳۲۲–۱۳۸۰ امپراتور کومیو ۱۳۳۶–۱۳۴۸        |  |  | کازوهیتو ۱۳۱۳–۱۳۴۸ امپراتور کوگون ۱۳۳۲–۱۳۳۴         | کازوهیتو ۱۳۱۳–۱۳۴۸ امپراتور کوگون ۱۳۳۲–۱۳۳۴         | کازوهیتو ۱۳۱۳–۱۳۴۸ امپراتور کوگون ۱۳۳۲–۱۳۳۴         | کازوهیتو ۱۳۱۳–۱۳۴۸ امپراتور کوگون ۱۳۳۲–۱۳۳۴         | کازوهیتو ۱۳۱۳–۱۳۴۸ امپراتور کوگون ۱۳۳۲–۱۳۳۴         | کازوهیتو ۱۳۱۳–۱۳۴۸ امپراتور کوگون ۱۳۳۲–۱۳۳۴         |  |  | شاهدخت جونشی ۱۳۱۱–۱۳۳۷                                | شاهدخت جونشی ۱۳۱۱–۱۳۳۷                                | شاهدخت جونشی ۱۳۱۱–۱۳۳۷                                | شاهدخت جونشی ۱۳۱۱–۱۳۳۷                                | شاهدخت جونشی ۱۳۱۱–۱۳۳۷                                | شاهدخت جونشی ۱۳۱۱–۱۳۳۷                                |  |  | نوری‌یوشی ۱۳۲۸–۱۳۶۸ امپراتور گو-موراکامی ۱۳۳۹–۱۳۶۸(۹۷) | نوری‌یوشی ۱۳۲۸–۱۳۶۸ امپراتور گو-موراکامی ۱۳۳۹–۱۳۶۸(۹۷) | نوری‌یوشی ۱۳۲۸–۱۳۶۸ امپراتور گو-موراکامی ۱۳۳۹–۱۳۶۸(۹۷) | نوری‌یوشی ۱۳۲۸–۱۳۶۸ امپراتور گو-موراکامی ۱۳۳۹–۱۳۶۸(۹۷) | نوری‌یوشی ۱۳۲۸–۱۳۶۸ امپراتور گو-موراکامی ۱۳۳۹–۱۳۶۸(۹۷) | نوری‌یوشی ۱۳۲۸–۱۳۶۸ امپراتور گو-موراکامی ۱۳۳۹–۱۳۶۸(۹۷) |                            |                            | شاهزاده مورییوشی ۱۳۰۸–۱۳۳۵ شوگون : ۱۳۳۳–۱۳۳۴    | شاهزاده مورییوشی ۱۳۰۸–۱۳۳۵ شوگون : ۱۳۳۳–۱۳۳۴    | شاهزاده مورییوشی ۱۳۰۸–۱۳۳۵ شوگون : ۱۳۳۳–۱۳۳۴    | شاهزاده مورییوشی ۱۳۰۸–۱۳۳۵ شوگون : ۱۳۳۳–۱۳۳۴    | شاهزاده مورییوشی ۱۳۰۸–۱۳۳۵ شوگون : ۱۳۳۳–۱۳۳۴    | شاهزاده مورییوشی ۱۳۰۸–۱۳۳۵ شوگون : ۱۳۳۳–۱۳۳۴    |  |  | شاهزاده ناریناگا ۱۳۲۶–۱۳۳۸/۱۳۴۴ شوگون : ۱۳۳۴–۱۳۳۸   | شاهزاده ناریناگا ۱۳۲۶–۱۳۳۸/۱۳۴۴ شوگون : ۱۳۳۴–۱۳۳۸   | شاهزاده ناریناگا ۱۳۲۶–۱۳۳۸/۱۳۴۴ شوگون : ۱۳۳۴–۱۳۳۸   | شاهزاده ناریناگا ۱۳۲۶–۱۳۳۸/۱۳۴۴ شوگون : ۱۳۳۴–۱۳۳۸   | شاهزاده ناریناگا ۱۳۲۶–۱۳۳۸/۱۳۴۴ شوگون : ۱۳۳۴–۱۳۳۸   | شاهزاده ناریناگا ۱۳۲۶–۱۳۳۸/۱۳۴۴ شوگون : ۱۳۳۴–۱۳۳۸   |  |  | شاهزاده تسونه‌ناگا ۱۳۲۴–۱۳۳۸ | شاهزاده تسونه‌ناگا ۱۳۲۴–۱۳۳۸ | شاهزاده تسونه‌ناگا ۱۳۲۴–۱۳۳۸ | شاهزاده تسونه‌ناگا ۱۳۲۴–۱۳۳۸ | شاهزاده تسونه‌ناگا ۱۳۲۴–۱۳۳۸ | شاهزاده تسونه‌ناگا ۱۳۲۴–۱۳۳۸ |  |  | شاهزاده مونه‌ناگا ۱۳۱۱–c.۱۳۸۵                 | شاهزاده مونه‌ناگا ۱۳۱۱–c.۱۳۸۵                 | شاهزاده مونه‌ناگا ۱۳۱۱–c.۱۳۸۵                 | شاهزاده مونه‌ناگا ۱۳۱۱–c.۱۳۸۵                 | شاهزاده مونه‌ناگا ۱۳۱۱–c.۱۳۸۵                 | شاهزاده مونه‌ناگا ۱۳۱۱–c.۱۳۸۵                 |  |  | شاهزاده کانه‌یوشی c.۱۳۲۹–۱۳۸۳ | شاهزاده کانه‌یوشی c.۱۳۲۹–۱۳۸۳ | شاهزاده کانه‌یوشی c.۱۳۲۹–۱۳۸۳ | شاهزاده کانه‌یوشی c.۱۳۲۹–۱۳۸۳ | شاهزاده کانه‌یوشی c.۱۳۲۹–۱۳۸۳ | شاهزاده کانه‌یوشی c.۱۳۲۹–۱۳۸۳ |
|  |  | یوتاهیتو ۱۳۲۲–۱۳۸۰ امپراتور کومیو ۱۳۳۶–۱۳۴۸        | یوتاهیتو ۱۳۲۲–۱۳۸۰ امپراتور کومیو ۱۳۳۶–۱۳۴۸        | یوتاهیتو ۱۳۲۲–۱۳۸۰ امپراتور کومیو ۱۳۳۶–۱۳۴۸        | یوتاهیتو ۱۳۲۲–۱۳۸۰ امپراتور کومیو ۱۳۳۶–۱۳۴۸        | یوتاهیتو ۱۳۲۲–۱۳۸۰ امپراتور کومیو ۱۳۳۶–۱۳۴۸        | یوتاهیتو ۱۳۲۲–۱۳۸۰ امپراتور کومیو ۱۳۳۶–۱۳۴۸        |  |  | کازوهیتو ۱۳۱۳–۱۳۴۸ امپراتور کوگون ۱۳۳۲–۱۳۳۴         | کازوهیتو ۱۳۱۳–۱۳۴۸ امپراتور کوگون ۱۳۳۲–۱۳۳۴         | کازوهیتو ۱۳۱۳–۱۳۴۸ امپراتور کوگون ۱۳۳۲–۱۳۳۴         | کازوهیتو ۱۳۱۳–۱۳۴۸ امپراتور کوگون ۱۳۳۲–۱۳۳۴         | کازوهیتو ۱۳۱۳–۱۳۴۸ امپراتور کوگون ۱۳۳۲–۱۳۳۴         | کازوهیتو ۱۳۱۳–۱۳۴۸ امپراتور کوگون ۱۳۳۲–۱۳۳۴         |  |  | شاهدخت جونشی ۱۳۱۱–۱۳۳۷                                | شاهدخت جونشی ۱۳۱۱–۱۳۳۷                                | شاهدخت جونشی ۱۳۱۱–۱۳۳۷                                | شاهدخت جونشی ۱۳۱۱–۱۳۳۷                                | شاهدخت جونشی ۱۳۱۱–۱۳۳۷                                | شاهدخت جونشی ۱۳۱۱–۱۳۳۷                                |  |  | نوری‌یوشی ۱۳۲۸–۱۳۶۸ امپراتور گو-موراکامی ۱۳۳۹–۱۳۶۸(۹۷) | نوری‌یوشی ۱۳۲۸–۱۳۶۸ امپراتور گو-موراکامی ۱۳۳۹–۱۳۶۸(۹۷) | نوری‌یوشی ۱۳۲۸–۱۳۶۸ امپراتور گو-موراکامی ۱۳۳۹–۱۳۶۸(۹۷) | نوری‌یوشی ۱۳۲۸–۱۳۶۸ امپراتور گو-موراکامی ۱۳۳۹–۱۳۶۸(۹۷) | نوری‌یوشی ۱۳۲۸–۱۳۶۸ امپراتور گو-موراکامی ۱۳۳۹–۱۳۶۸(۹۷) | نوری‌یوشی ۱۳۲۸–۱۳۶۸ امپراتور گو-موراکامی ۱۳۳۹–۱۳۶۸(۹۷) |                            |                            | شاهزاده مورییوشی ۱۳۰۸–۱۳۳۵ شوگون : ۱۳۳۳–۱۳۳۴    | شاهزاده مورییوشی ۱۳۰۸–۱۳۳۵ شوگون : ۱۳۳۳–۱۳۳۴    | شاهزاده مورییوشی ۱۳۰۸–۱۳۳۵ شوگون : ۱۳۳۳–۱۳۳۴    | شاهزاده مورییوشی ۱۳۰۸–۱۳۳۵ شوگون : ۱۳۳۳–۱۳۳۴    | شاهزاده مورییوشی ۱۳۰۸–۱۳۳۵ شوگون : ۱۳۳۳–۱۳۳۴    | شاهزاده مورییوشی ۱۳۰۸–۱۳۳۵ شوگون : ۱۳۳۳–۱۳۳۴    |  |  | شاهزاده ناریناگا ۱۳۲۶–۱۳۳۸/۱۳۴۴ شوگون : ۱۳۳۴–۱۳۳۸   | شاهزاده ناریناگا ۱۳۲۶–۱۳۳۸/۱۳۴۴ شوگون : ۱۳۳۴–۱۳۳۸   | شاهزاده ناریناگا ۱۳۲۶–۱۳۳۸/۱۳۴۴ شوگون : ۱۳۳۴–۱۳۳۸   | شاهزاده ناریناگا ۱۳۲۶–۱۳۳۸/۱۳۴۴ شوگون : ۱۳۳۴–۱۳۳۸   | شاهزاده ناریناگا ۱۳۲۶–۱۳۳۸/۱۳۴۴ شوگون : ۱۳۳۴–۱۳۳۸   | شاهزاده ناریناگا ۱۳۲۶–۱۳۳۸/۱۳۴۴ شوگون : ۱۳۳۴–۱۳۳۸   |  |  | شاهزاده تسونه‌ناگا ۱۳۲۴–۱۳۳۸ | شاهزاده تسونه‌ناگا ۱۳۲۴–۱۳۳۸ | شاهزاده تسونه‌ناگا ۱۳۲۴–۱۳۳۸ | شاهزاده تسونه‌ناگا ۱۳۲۴–۱۳۳۸ | شاهزاده تسونه‌ناگا ۱۳۲۴–۱۳۳۸ | شاهزاده تسونه‌ناگا ۱۳۲۴–۱۳۳۸ |  |  | شاهزاده مونه‌ناگا ۱۳۱۱–c.۱۳۸۵                 | شاهزاده مونه‌ناگا ۱۳۱۱–c.۱۳۸۵                 | شاهزاده مونه‌ناگا ۱۳۱۱–c.۱۳۸۵                 | شاهزاده مونه‌ناگا ۱۳۱۱–c.۱۳۸۵                 | شاهزاده مونه‌ناگا ۱۳۱۱–c.۱۳۸۵                 | شاهزاده مونه‌ناگا ۱۳۱۱–c.۱۳۸۵                 |  |  | شاهزاده کانه‌یوشی c.۱۳۲۹–۱۳۸۳ | شاهزاده کانه‌یوشی c.۱۳۲۹–۱۳۸۳ | شاهزاده کانه‌یوشی c.۱۳۲۹–۱۳۸۳ | شاهزاده کانه‌یوشی c.۱۳۲۹–۱۳۸۳ | شاهزاده کانه‌یوشی c.۱۳۲۹–۱۳۸۳ | شاهزاده کانه‌یوشی c.۱۳۲۹–۱۳۸۳ |